# 蒂夫卡爾峰

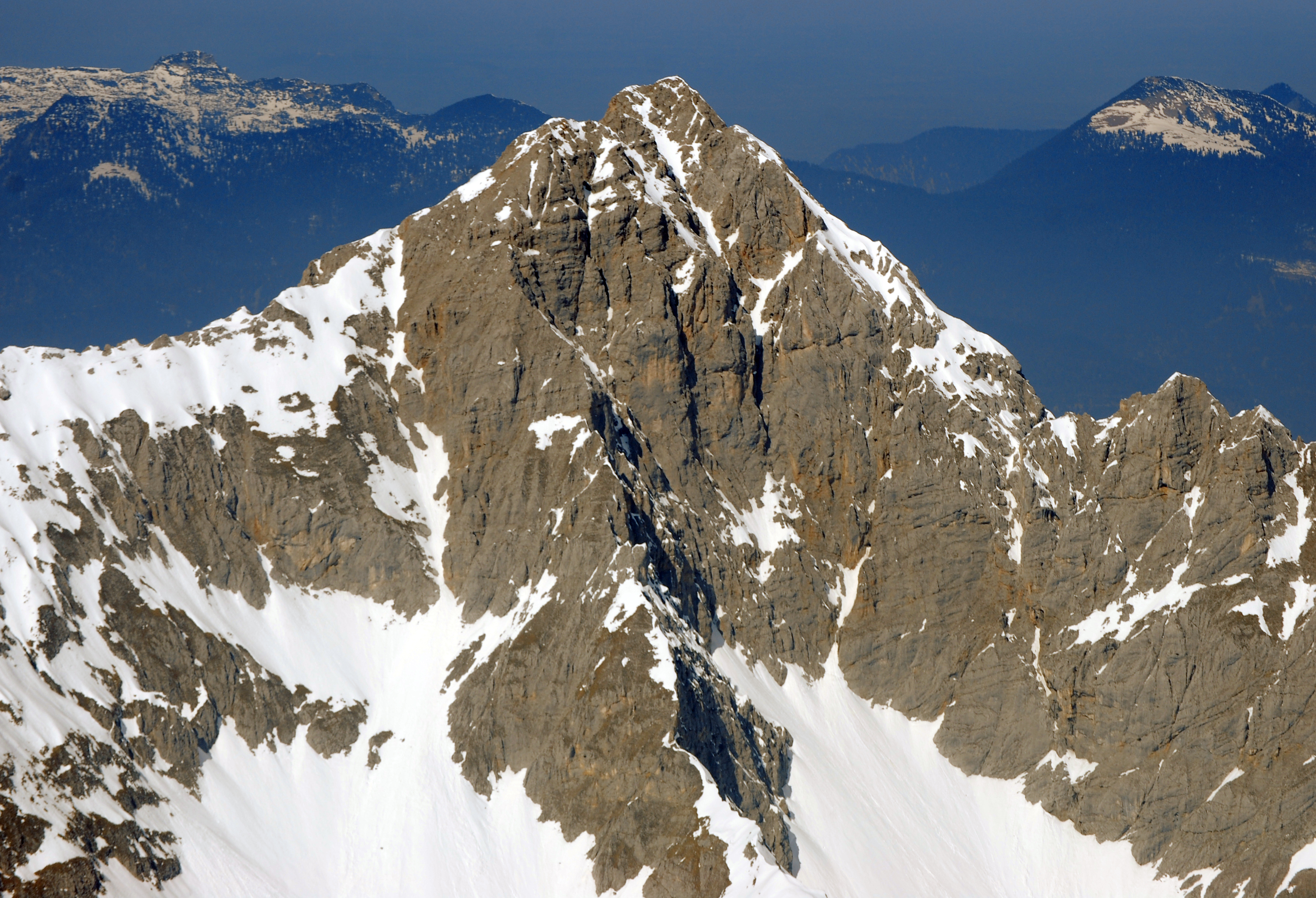

47°26′15″N 11°19′16″E / 47.43750°N 11.32111°E
蒂夫卡爾峰（德語：Tiefkarspitze），是中歐的山峰，位於德國和奧地利接壤的邊境，由巴伐利亞和蒂羅爾州負責管轄，屬於卡爾文德爾山脈的一部分，海拔高度2,430米，每年平均降雨量1,666毫米。